# 迈克·华莱士
迈伦·利昂·“迈克”·华莱士（英語：Myron Leon "Mike" Wallace，1918年5月9日—2012年4月7日），著名美国记者和媒体知名人士，早年曾任广播剧配音演员和娱乐节目主持人。从1968年开始担任CBS王牌电视新闻栏目《60分钟》的主持人，采访过多位重要新闻人物，包括八任美国总统、马丁·路德·金、伊扎克·拉宾、亚西尔·阿拉法特、邓小平、江泽民、普京等。他以尖锐、强势的提问风格和深入犀利的调查性报道闻名。在2006年3月14日，华莱士通过CBS对外宣布，因为健康问题不再“全职”参与《60分钟》的工作:编者的话。
2012年4月7日，迈克·华莱士在美国康乃狄克州费尔菲尔德县新迦南的一所护理中心里去世，享年93岁。

## 早期经历
迈伦·利昂·华莱士在1918年出生于美国马萨诸塞州诺福克县波士顿郊外的布鲁克莱恩镇。他是他俄裔犹太移民的父母弗兰克·华莱士和吉娜·华莱士的第四个也是最小的孩子:5。他父亲早年的职业是批发杂货商，后来成为一名成功的保险经纪人:5。后来华莱士进入爱德华·德夫逊社区小学，与比他大一岁的约翰·肯尼迪为校友:5。在布鲁克莱恩高中，华莱士曾担任校交响乐队的第一小提琴手:5。以B-的成绩从高中毕业后，华莱士在1935年进入密歇根大学学习。在密歇根大学学习期间，他曾任密歇根日报的记者，也参加过学校广播台的工作。

## 职业经历

### 广播
1939年从大学毕业之后，华莱士进入位于密歇根大急流城的电台工作。之后在1940年，他作为一名播音员到位于密歇根底特律的电台工作，之后又以自由广播节目撰稿人的身份到伊利诺伊州的芝加哥市工作。
1943年，华莱士应征入伍，在二战期间，他作为一名通讯官员在美国海军部门AS-24潜艇供应舰上服役，获得海军中尉军衔。1946年，华莱士退伍后，回到CBS任广播播音员。
在华莱士早期的广播生涯中，他曾多次参与广播剧的配音，如《青蜂侠》、《纸飞机》、《史派克·琼斯秀》等。

### 电视节目

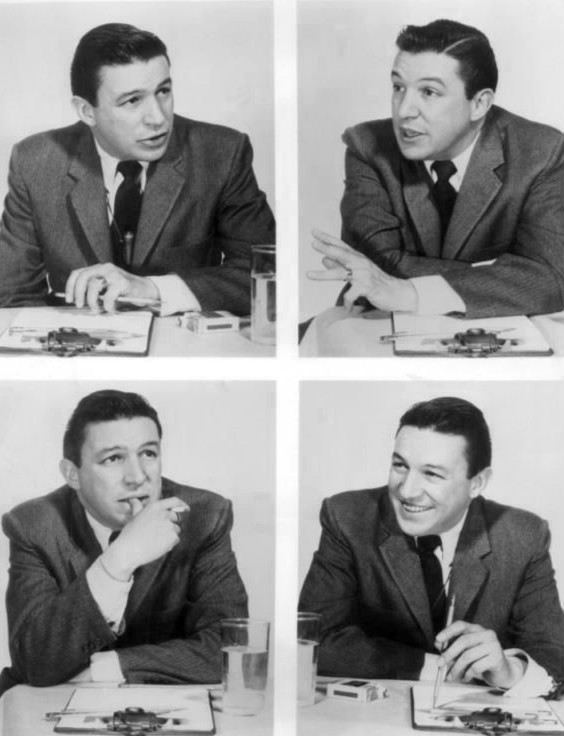
1957年的華萊士

1949年华莱士工作重心逐步移至新出现的电视机上。那年间，他以“迈伦·华莱士”为名，出现在昙花一现的警匪剧《准备犯罪》中。

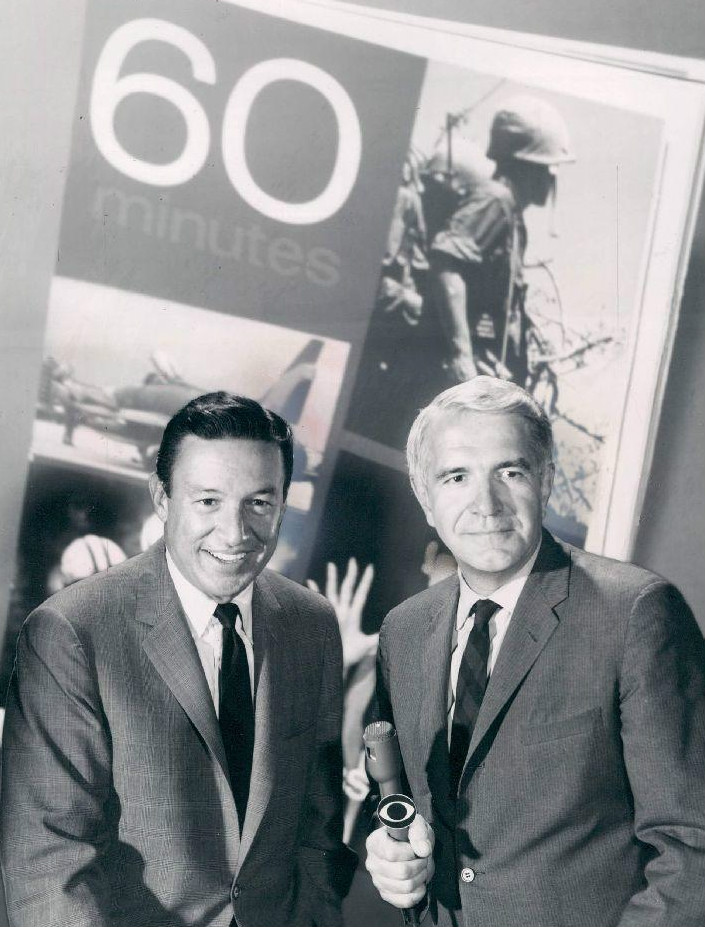
1968年，華萊士與哈利·李森納在《60分鐘》首播之際

华莱士在1950年主持了一些包括《大惊喜》，《老板是谁？》和《谁付钱？》等游戏节目。华莱士职业生涯的早期并不以新闻播报为主。在他那个年代播音员常常会接广告或者主持娱乐秀等，比如约翰·达利、沃尔特·克朗凯特、道格拉斯·爱德华、约翰·卡梅隆·史维兹等都主持了娱乐秀。华莱士同时也主持了《只有真理》的试播，该节目更名为《说实话》后由柯莱尔接管。20世纪50年代，华莱士偶尔还是会以小组成员的身份参与《说实话》的筹备当中。他同时也出演了包括宝洁在内的许多不同的商品的广告。

### 人物采访
1986年9月2日，华莱士在中南海紫光阁采访了时任中国共产党中央顾问委员会主任、中央军委主席的邓小平，邓小平就中苏关系（戈尔巴乔夫在海参崴的讲话）、台湾问题、文化大革命对邓小平及其家人的影响、中国现行经济政策及中国领导提出“致富光荣”口号等发表了他的看法。在采访的过程中发生了个小插曲，当华莱士低头整理自己的衣服时在酝酿要发问的问题时，邓小平从“熊猫”牌香烟盒中抽出一根烟，对华莱士说：“我能抽烟吗？”“当然可以，能给我一支吗？”华莱士边说边向邓伸出手。邓递给他一支，笑着说：“这个是他们为了对付我，特制的，所以过滤嘴这么长。”此次访问节选被收录在《邓小平文选》第三卷中。专访总时长85分钟，最终播出了15分钟，他也是继意大利记者奥琳埃娜·法拉奇之后，第二个采访邓小平的外国记者。通过他的采访，邓小平向全世界传递了一句令人记忆深刻的话：“中国的改革，绝对不会走回头路。”

1989年，華萊士訪問時任美國總統罗纳德·里根

2000年8月15日，华莱士在北戴河采访了时任中共中央总书记的江泽民，江泽民谈了他对中美关系、美国轰炸中国驻贝尔格莱德使馆、中国对美国两党献金（中国间谍案）、“美国是世界和平威胁”（霸权主义）、中国选举制度、部队退出经商、中国对BBC和华盛顿邮报网站封锁以及对六四事件坦克前的王维林等敏感问题的看法，江泽民还用一个趣味的比喻来形容中美关系：
|  | 当然，这里面也有风风雨雨，有时多云，有时甚至乌云密布，有时也会多云转晴。 |

这次采访被收录入《他改变了中国：江泽民传》。江泽民早在1986年就与华莱士见过面，当时他还是上海市长。
另外，对于这次采访，江泽民在同年10月被香港记者张宝华问及是否支持董建华连任香港特别行政区行政长官时竖起两个大拇指评论道：
|  | 你们要知道，美国的华莱士，那比你们（指香港记者）不知道高到哪里去了！啊，我跟他谈笑风生。 |

2006年8月13日，几个月前刚刚宣布退休的华莱士以嘉宾主持的身份出现在《60分钟》节目与伊朗总统马哈茂德·艾哈迈迪内贾德进行一次访谈。访谈过程中华莱士咄咄逼人地提出众多问题，马哈茂德显得有点招架不住，最后强行结束采访。
华莱士在去世前，他还开玩笑说，自己还有一个心愿没有达成，就是采访乔治·W·布什。当小布什还在任时，华莱士曾给白宫写信说道：
|  | 在我和下山的太阳一同从这个世界消失之前，请让我有机会采访总统乔治·W·布什阁下。 |

## 个人生活

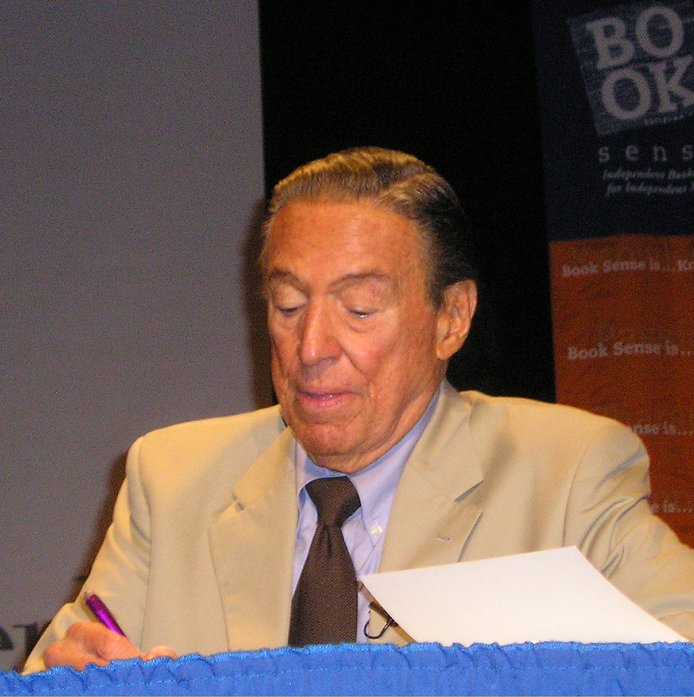
2007年的华莱士

华莱士的小儿子克里斯·华莱士也是一名记者。1962年，他的长子，19岁的彼得在希腊因登山事故身亡。

尽管华莱士在节目中表现强悍，但他也有脆弱的一面。许多年以来，华莱士一直饱受抑郁症的折磨。在为《路标》杂志撰写的一篇文章里，华莱士自己透露：
|  | 就像许多人一样，有时候连续几天我会感觉到抑郁，这使得我不得不异常努力地完成手上的活儿。 |

1982年，华莱士在报道中指责越战时期威廉·威斯特摩兰对公众隐瞒实情。1984年，威廉·威斯特摩兰以诽谤罪将华莱士及其公司CBS告上法庭，索赔1.2亿美元。华莱士遭到重大打击。虽然最后CBS与威廉·威斯特摩兰达成和解，最终以CBS道歉了事。此次事件对华莱士产生不小的打击，去医院检查后被确诊为临床抑郁。由于担心被群众与媒体当做心理缺陷，华莱士一直对自己的病情守口如瓶，直到后来在一次访谈节目中华莱士自己公布了此事。华莱士还曾透露1986年时他曾试图自杀。

## 获奖记录
- 密歇根大学授予华莱士荣誉法学博士学位，以及宾夕法尼亚大学荣誉法学博士学位。
- 南加州大学授予华莱士杰出成就大奖，在国际广播类授予其罗伯特·F·肯尼迪新闻奖（英语：Robert F. Kennedy Journalism Award）。
- 华莱士曾获得三个阿尔弗雷德·I·杜邦-美国哥伦比亚大学奖（英语：Alfred I. duPont–Columbia University Award）。
- 华莱士曾获得三个乔治·福斯特·皮博迪奖。
- 华莱士曾获得一个罗伯特·E·舍伍德奖（英语：Robert E. Sherwood Award）
- 2003年9月，华莱士获艾美奖终身成就奖。
- 华莱士获得了至少20个艾美奖。
- 2007年10月13日，华莱士被伊利诺伊大学授予新闻终身成就奖。

## 采访过的知名人物
- 中国
  - 邓小平
  - 江泽民
- 伊朗
  - 内贾德
  - 穆罕默德·礼萨·巴列维
  - 鲁霍拉·穆萨维·霍梅尼
- 美国
  - 七任美国总统
  - 约翰·纳什
- 俄罗斯
  - 普京
- 其他
  - 萨达特（埃及）
  - 阿拉法特（巴勒斯坦国）
  - 梅纳赫姆·贝京（以色列）
  - 萨尔瓦多·达利（西班牙）
  - 曼纽尔·诺列加（巴拿马）
  - 库尔特·瓦尔德海姆（奥地利）

## 逝世
2012年4月7日，迈克·华莱士在美国康乃狄克州费尔菲尔德县新迦南 (康乃狄克州)的一所护理中心里逝世，享年93岁。华莱士生前曾提到自己的墓志铭要写什么：
|  | 我希望写上一句———“粗鲁，但是公正”，我不需要其他的话。 |